# Poésie pour vivre
 (juillet 2025).
Poésie pour vivre est une école littéraire française, dont le manifeste au titre homonyme, est publié en 1964, par Jean Breton et Serge Brindeau. Elle regroupe les deux auteurs du manifeste et des poètes tels que Patrice Cauda, Serge Wellens, Christian Da Silva, Jean Dubacq, Yves Martin et Daniel Lander, s'exprimant au moyen des revues Les Hommes sans épaules et Poésie 1. 
Sous-titré « manifeste de l'homme ordinaire », le texte programmatique de 1964 défend une poésie « à hauteur d'homme », contre toute forme de pédantisme, et s'oppose aux poètes de la revue Tel quel, « expression du maniérisme dandy, archi-cultivé, à la parisienne » selon Jean Breton.
La publication a suscité de vifs débats, partisans et opposants aux propositions de Jean Breton s'exprimant avec virulence.

## Sources
- Christophe Dauphin, Jean Breton ou la poésie pour vivre, Librairie-Galerie Racine, 2003 (ISBN 978-2-24-304055-5)
- Robert Sabatier, La poésie du Vingtième siècle, vol. III - Métamorphoses et modernité, Paris, Albin-Michel, 1988 (ISBN 2-226-03398-X), « VII - 2 - Poésie pour vivre », p. 394-401